# Fritz Stein
Fritz Stein (Gerlachsheim, 17 dicembre 1879 – Berlino, 4 novembre 1961) è stato un direttore d'orchestra, musicologo, filosofo e teologo tedesco.

## Biografia
Figlio di un insegnante, Stein si è trasferito nel 1891 con la madre, rimasta vedova, a Heidelberg. 
Stein studiò filosofia alla Università di Heidelberg, laureandosi nel 1910 con la tesi intitolata Geschichte des Musikwesens in Heidelberg bis zum Ende des 18. Jahrhunderts, teologia a Berlino, quindi musica al Conservatorio di Lipsia sotto la guida di Arthur Nikisch e Hans Sitt.
Nel 1906 Stein ricevette l'incarico di direttore musicale all'Università di Jena, della quale, sette anni dopo assunse la cattedra di musica.
Dopo una breve parentesi come maestro di cappella alla corte di Meiningen, partecipò alla prima guerra mondiale guidando il coro militare, e dal 1918 si trasferì a Kiel, con il ruolo di organista della Chiesa di San Nicola, di docente alla locale Università (1928), di direttore di orchestra, di cori e associazioni, tra le quali, la Generalmusikdirektors, la Allgemeinen Deutschen Musik-Vereins, la Deutschen Musikgesellschaft, la Neuen Bachgesellschaft e la Händelgesellschaft.
Nel 1932 ottenne l'incarico di dirigere la Scuola universitaria di musica di Berlino, l'anno seguente fu presidente della Reichsmusikkammer.
Nel 1939 diresse il coro della 1. SS-Panzer-Division "Leibstandarte SS Adolf Hitler" alla vigilia del 50º compleanno di Adolf Hitler.  Nel dicembre dello stesso anno Adolf Hitler gli ha assegnato la medaglia Goethe per arte e scienza in occasione del suo 60º compleanno.
Nella fase finale della seconda guerra mondiale, Stein diventò capo dell'Istituto statale per la ricerca musicale tedesca.
Dopo la fine della seconda guerra mondiale, perse i suoi incarichi e lavorò come freelance con numerosi giornali, tra cui Christian Science. Successivamente diventò presidente dell'Associazione per la musica protestante della chiesa (Verbands für evangelische Kirchenmusik). 
Il suo nome balzò agli onori della cronaca, quando nel 1912, rintracciò all'interno della biblioteca universitaria di Jena una sinfonia inedita di Beethoven, composta nei suoi anni giovanili.